# Urvillea mexicana
Urvillea mexicana är en kinesträdsväxtart som beskrevs av Asa Gray. Urvillea mexicana ingår i släktet Urvillea och familjen kinesträdsväxter. Inga underarter finns listade i Catalogue of Life.